# Теорема Брука — Райзера — Човли
Теорема Брука — Райзера — Човли — це результат у комбінаториці блок-схем. Теорема стверджує, що якщо (v, b, r, k, λ)-схема існує з v = b (симетична блок-схема), то:
- якщо v парне, то k − λ є квадратом;
- якщо v непарне, то таке діофантове рівняння має нетривіальний розв'язок:
{\displaystyle x^{2}-(k-\lambda )y^{2}-(-1)^{(v-1)/2}\lambda z^{2}=0}.

Теорему довели для випадку проєктивних площин Брук та Райзер. На симетричні схеми теорему розширили Райзер та Човла.

## Проєктивні площини
В частковому випадку симетричних схем з {\displaystyle \lambda =1}, тобто проєктивних площин, теорему (відому в цьому разі як теорема Брука — Райзера) можна сформулювати так: якщо скінченна проєктивна площина порядку q існує і q порівнянне з 1 чи 2 (mod 4), то q має бути сумою двох квадратів. Зауважимо, що для проєктивної площини для параметрів схеми виконується {\displaystyle v=b=q^{2}+q+1,r=k=q+1,\lambda =1}. Отже, в такому разі v завжди непарне.
Теорема, наприклад, виключає існування проєктивних площин порядків 6 і 14, але дозволяє існування площин порядків 10 і 12. Оскільки за допомогою комбінації теорії кодування з великомасштабним комп'ютерним пошуком показано, що проєктивної площини порядку 10 не існує, умови теореми очевидно не достатньо для існування схеми. Проте критерій неіснування не відомий.

## Зв'язок із матрицями інцидентності
Існування симетричної (v, b, r, k, λ)-схеми еквівалентне існуванню v × v матриці інцидентності R з елементами 0 і 1, що задовольняє умові
{\displaystyle RR^{T}=(k-\lambda )E+\lambda J},
де E є v × v одиничною матицею, а J — v × v матрицею, в якій усі елементи дорівнюють 1. По суті, теорема Брука — Райзера — Човли є твердженням про необхідні умови існування раціональної v × v матриці R, яка задовольняє цьому рівнянню. Фактично, умови, закладені в теоремі Брука — Райзера — Човли, є не просто необхідними, а й достатні для існування таких раціональних матриць R. Їх можна вивести з теореми Мінковського — Гассе про раціональну еквівалентність квадратичних форм.